# East of Eden (serie de televisión)
East of Eden (en hangul, 에덴의 동쪽; romanización revisada, Edenui Dongjjog), también conocida en español como Al este del Eden y Al este del paraíso, es una serie de televisión surcoreana de acción transmitida originalmente entre 2008 y 2009. Es protagonizada por Song Seung Heon, Yeon Jung Hoon, Park Hae Jin, Lee Da Hae, Han Ji Hye.
Fue emitida por MBC desde el 25 de agosto de 2008 hasta el 10 de marzo de 2009, con una longitud de 56 episodios emitidos cada lunes y martes a las 21:55 (KST). Fue producida por Chorokbaem Media como un proyecto especial por el cuadragésimo séptimo aniversario de Munhwa Broadcasting Corporation.

## Argumento
Shin Tae Hwan (Jo Min Ki) es el director gerente de una mina de carbón en Taebaek. Él es la verdadera forma realizada de ambición despiadada, se esfuerza para heredar la empresa minera de carbón del grupo Taesung. En el proceso, mata a Lee Ki Chul (Lee Jong Won), un minero que inicia una cruzada por los derechos de los trabajadores y que ha estado bloqueando su camino hacia el éxito. También seduce Yoo Mi Ae (Shin Eun Jung), una enfermera en el hospital Taebaek, sólo para tener encuentros a su distancia, pero se cansa de ella y la deja.
En el mismo momento que Yang Chun Hee (Lee Mi Sook), esposa del difunto Ki Chul, está dando a luz a un hijo en hospital Taebaek, la mujer de Shin Tae Hwan, también da a luz a un bebé. Lleno de rabia por la traición de Shin Tae Hwan, la enfermera Mi Ae se le ocurre un plan para cumplir con su propia venganza. Ella cambia los dos bebés. Al hacerlo, ella brutalmente transforma el destino de no sólo dos vidas, sino los que les rodean.
Años más tarde, los hijos de Chun Hee, Lee Dong Chul (Song Seung Heon) y Lee Dong Wook (Yeon Jung Hoon) son los más cercano de los hermanos. Para aliviar su pobreza, Dong Chul se convierte en un gánster, mientras que los más pequeños sueños de Dong Wook son convertirse en un fiscal para ayudar a la familia buscar vengarse de Shin Tae Hwan. Dos mujeres entran en la vida de Dong Chul: la inteligente y sensata Min Hye Rin (Lee Da-hae) y Gook Young Ran (Lee Yeon Hee), la hija intencional de su jefe de pandilla (Yoo Dong Geun). Mientras tanto, Shin Myung Hoon (Park Hae Jin), que ha sido moldeada por su padre con la imagen rencorosa y egoísta de Tae Hwan, fija sus ojos en Kim Ji Hyun (Han Ji Hye), la novia de Dong Wook.
Hasta que una revelación sacude Dong Chul hasta la médula: que su verdadero hermano fue criado por Shin Tae Hwan, y que el amado hermano que había estado a su lado todos estos años es en realidad el hijo de su enemigo.

## Reparto

### Personajes principales
- Song Seung-heon como Lee Dong Chul.
  - Shin Dong Woo como Dong Chul (5 años de edad).
  - Kim Bum como Dong Chul (15 años de edad).
- Yun Jung Hoon como Lee Dong Wook.
  - Park Gun Tae como Dong Wook (10 años de edad).
- Lee Da Hae como Min Hye Rin.
- Han Ji Hye como Kim Ji Hyun.
  - Nam Ji Hyun como Ji Hyun (10 años de edad).
- Park Hae Jin como Shin Myung 
  - Won Deok Hyun como Myung Hoon (10 años de edad).
- Lee Yeon Hee como Gook Young Ran.

### Personajes secundarios
Cercanos a Dong Chul
- Kim Sung Kyum como Presidente Oh.
- Jo Min Ki como Shin Tae Hwan.
- Na Hyun Hee como Oh Yoon Hee.
- Lee Won Jae como Chun Kyung Tae.

Cercanos a Hye Rin
- Park Geun Hyung como Presidente Min.
- Jung Young Sook como Bae Hwa Mi.
- Jung So Young como Min Hye Ryung.
- Park Sung Woong como Baek Sung Hyun.

Cercanos a Young Ran
- Yoo Dong Geun como Presidente Gook.
- Jung Hye Young como Janice.
- Yoon Dong Hwan como Kim Tae Sun.
- Dennis Oh como Mike Packard.

### Otros personajes
- Shin Eun Jung como Yoo Mi Ae.
- Jun Sung Hwan como Kim Gab Soo.
- Lee Suk Joon como Han Shin Boo.
- Kim Hyung Min como Wang Gun.
- Go Yoon Hoo como Dok Sa.
- Park Chan Hwan como Chaeng.
- Kim Hak Chul como Kang Ki Man.
- Park Hyun Sook como Wook Hee.
- Hwang Jung Eum como Kim So Jung.
- Lee Hyo Jung como Chun Young Suk.
- Kang Eun Tak como Han Soo Jae.
- Lee Sul Goo como Choi Hak Sung.
- Jung Chan (cameo)
- Jo Jae-yoon como Líder de pandilla.

## Banda sonora
| Track listing |                                                            |                 |          |  |
| N.º           | Título                                                     | Artista         | Duración |  |
| 1.            | «운명을 거슬러» (Unmyeongeul geoseulleo)                   | Kim Jong Wook   | 3:56     |  |
| 2.            | «Crazy Woman»                                              | Kim Yeon Ji     | 4:22     |  |
| 3.            | «고백» (Go Baek)                                           | Kim Jin Ho      | 3:52     |  |
| 4.            | «홍두 I» (Hongdo I)                                        | Lee Hae Ri      | 4:34     |  |
| 5.            | «갈증» (Galjeung)                                          | Kim Jong Wook   | 3:37     |  |
| 6.            | «물병» (Mulbyeol)                                          | Davichi         | 3:51     |  |
| 7.            | «폭풍속에서» (Pokpongsokeseo)                              | M to M          | 4:02     |  |
| 8.            | «홍두 II» (Hongdo II)                                      | Lee Bo Ram      | 4:03     |  |
| 9.            | «작은사랑» (Jakeunsarang)                                  | M to M          | 4:05     |  |
| 10.           | «Remember»                                                 | Sung Tae        | 4:13     |  |
| 11.           | «아버지와 새초롱 - Instrumental» (Abeojiwa sechorong)      | Varios artistas | 2:46     |  |
| 12.           | «두 갈래 길 - Instrumental» (Do gallae gil)                | Varios artistas | 4:50     |  |
| 13.           | «동해 - Instrumental» (Donghae)                            | Varios artistas | 2:51     |  |
| 14.           | «마카오의 밤 Instrumental» (Makaoui bam)                   | Varios artistas | 2:52     |  |
| 15.           | «하얀 유채 Instrumental» (Hayan yuchae)                    | Varios artistas | 2:20     |  |
| 16.           | «생각나는 한 사람 Instrumental» (Saenggaknaneun han saram) | Varios artistas | 2:58     |  |
| 17.           | «해저문 황지역 Instrumental» (Haejeomun hwangjiyeok)       | Varios artistas | 3:10     |  |

## Recepción

### Premios y nominaciones
| Año  | Premio                    | Categoría                                                 | Nominado                                      | Resultado |
| ---- | ------------------------- | --------------------------------------------------------- | --------------------------------------------- | --------- |
| 2008 | 2nd Korea Drama Awards    | Premio a la popularidad Netizen                           | Kim Bum                                       | Ganador   |
| 2008 | 21st Grimae Awards        | Gran premio (Daesang)                                     | Ha Jae Young, Jung Seung Woo (cinematografía) | Ganador   |
| 2008 | 21st Grimae Awards        | Mejor director de producción                              | Kim Jin Man                                   | Ganador   |
| 2008 | MBC Drama Awards          | Gran premio (Daesang)                                     | Song Seung Heon                               | Ganador   |
| 2008 | MBC Drama Awards          | Premio a la alta excelencia, actor                        | Song Seung Heon                               | Nominado  |
| 2008 | MBC Drama Awards          | Premio a la alta excelencia, actriz                       | Lee Mi Sook                                   | Ganador   |
| 2008 | MBC Drama Awards          | Premio a la excelencia, actor                             | Jo Min Ki                                     | Ganador   |
| 2008 | MBC Drama Awards          | Premio a la excelencia, actriz                            | Han Ji Hye                                    | Ganador   |
| 2008 | MBC Drama Awards          | Premio a la excelencia, actriz                            | Lee Da Hae                                    | Nominado  |
| 2008 | MBC Drama Awards          | Premio dorado a la actuación, actor en una serie de drama | Park Geun Hyung                               | Ganador   |
| 2008 | MBC Drama Awards          | Premio dorado a la actuación, actriz secundaria           | Shin Eun Jung                                 | Ganador   |
| 2008 | MBC Drama Awards          | Premio dorado a la actuación, actor veterano              | Yoo Dong Geun                                 | Ganador   |
| 2008 | MBC Drama Awards          | Premio PD                                                 | Yeon Jung Hoon                                | Ganador   |
| 2008 | MBC Drama Awards          | Mejor nuevo actor                                         | Park Hae Jin                                  | Ganador   |
| 2008 | MBC Drama Awards          | Mejor nueva actriz                                        | Lee Yeon Hee                                  | Ganador   |
| 2008 | MBC Drama Awards          | Mejor actor/actriz infante                                | Park Gun Tae                                  | Ganador   |
| 2008 | MBC Drama Awards          | Mejor actor/actriz infante                                | Shin Dong Woo                                 | Ganador   |
| 2008 | MBC Drama Awards          | Mejor actor/actriz infante                                | Nam Ji Hyun                                   | Ganador   |
| 2008 | MBC Drama Awards          | Escritor del año                                          | Na Yeon Sook                                  | Ganador   |
| 2008 | MBC Drama Awards          | Drama favorito del año por los espectadores               | East of Eden                                  | Nominado  |
| 2008 | MBC Drama Awards          | Premio a la popularidad, actor                            | Song Seung Heon                               | Ganador   |
| 2008 | MBC Drama Awards          | Premio a la popularidad, actriz                           | Lee Yeon Hee                                  | Ganador   |
| 2008 | MBC Drama Awards          | Premio a la mejor pareja                                  | Song Seung Heon y Lee Yeon Hee                | Ganador   |
| 2009 | 45th Baeksang Arts Awards | Mejor actor (TV)                                          | Song Seung Heon                               | Nominado  |
| 2009 | 45th Baeksang Arts Awards | Mejor actriz (TV)                                         | Han Ji Hye                                    | Nominado  |
| 2009 | 45th Baeksang Arts Awards | Mejor nuevo actor (TV)                                    | Kim Bum                                       | Nominado  |
| 2009 | 45th Baeksang Arts Awards | Mejor nueva actriz (TV)                                   | Lee Yeon Hee                                  | Nominado  |

## Emisión internacional
- Filipinas: GMA Network (2010-2011).
- Hong Kong: TVB Japanese (2009) y HD Jade (2010).
- Japón: TBS (2009) y DATV (2009).
- Malasia: TV2 (2014).
- Singapur: VV Drama (2009).
- Taiwán: CTV (2009), GTV (2009) y Top TV (2013).
- Vietnam: VTV3 (2009)